# Universidade Autónoma Metropolitana
A Universidade Autónoma Metropolitana é uma instituição educacional superior mexicana, fundada em 1974 por decreto do presidente do México Luis Echeverría. Conta com quatro unidades localizadas nas zonas periféricas da Cidade do México, as unidades são Azcapotzalco, Cuajimalpa, Iztapalapa  e Xochimilco. O lema da UAM é Casa aberta ao tempo, uma tradução do lema proposto por Miguel León-Portilla (Yn calli ixcahuicopa) e possui mais de 45.000 estudantes. Casa aberta ao tempo (em castelhano: Casa abierta al tiempo; lit. "Casa aberta ao tempo")

## Organização
A autoridade maior da UAM é o "Reitor geral", depois o "secretário geral". Por sua vez, cada unidade (ou campus) tem um "reitor" e um "secretário da unidade". Cada unidade está organizada por "divisões", que agrupam "departamentos". Um departamento é similar a uma faculdade universitária, exceto por incluir "professores-pesquisadores" que contem institutos de pesquisa para cada departamento.
Os corpos docentes da UAM são:
- A Junta de Governo, autoridade responsável, entre outras coisas, pela eleição dos reitores.
- O Colégio Acadêmico, presidido pelo reitor geral, com representantes como autoridades, acadêmicos, estudantes e trabalhadores.
- O Conselho Acadêmico de cada Unidade, presidido pelo reitor da Unidade, com representantes como autoridades, acadêmicos, estudantes e trabalhadores.

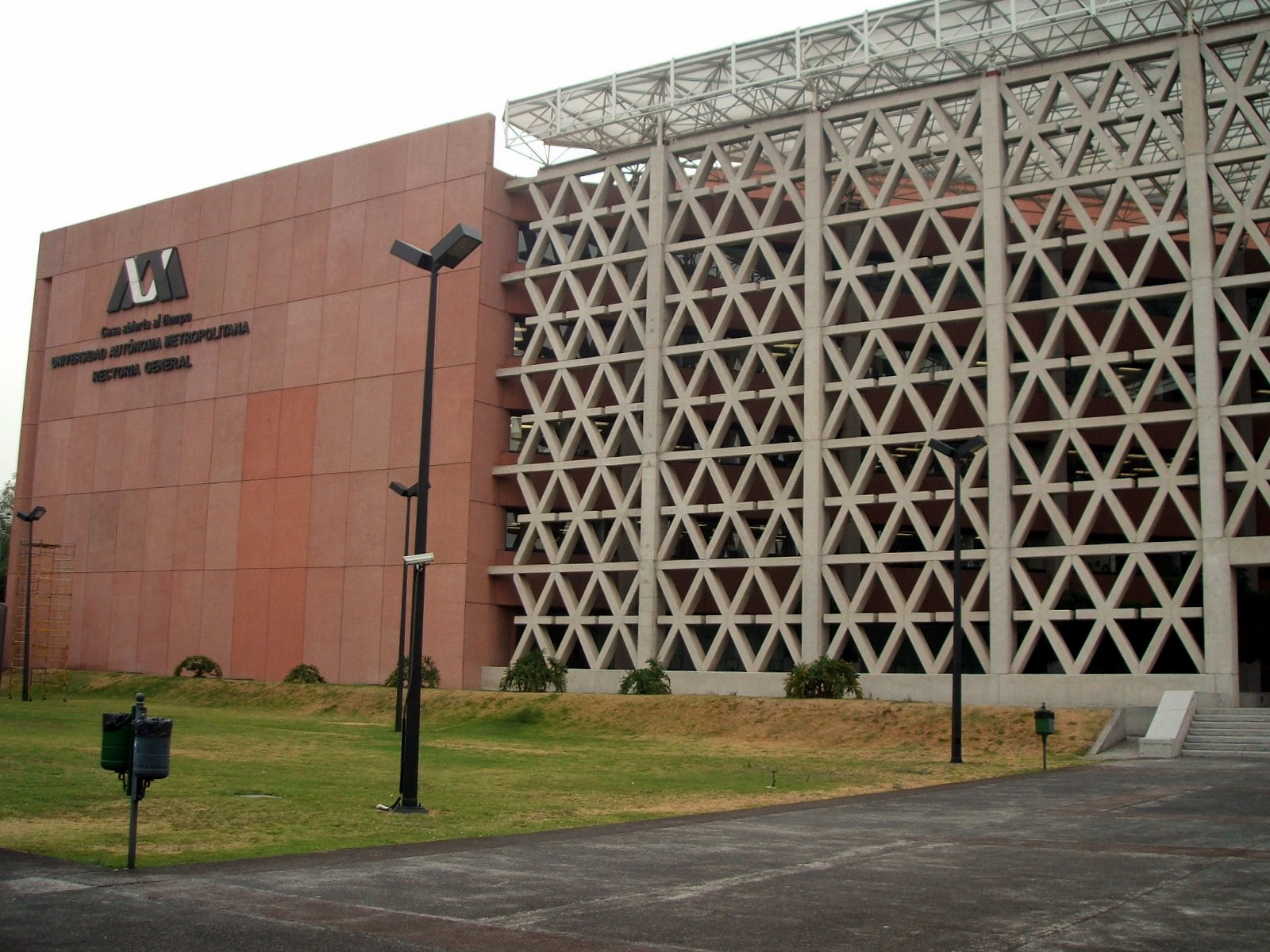
Reitoria Geral

- O Conselho Divisional, presidido pelos diretores de cada divisão, integrado pelos chefes de departamento, representantes acadêmicos e estudantis.

Por sua organização horizontal, esta universidade procura proporcionar um livre debate de idéias. Pela UAM passaram importantes políticos do Partido da Revolução Democrática (PRD) do México. Pela versão do governo federal, o subcomandante Marcos (ou Rafael Sebastián Guillén) é também um ex-acadêmico da UAM.